# 中樂團

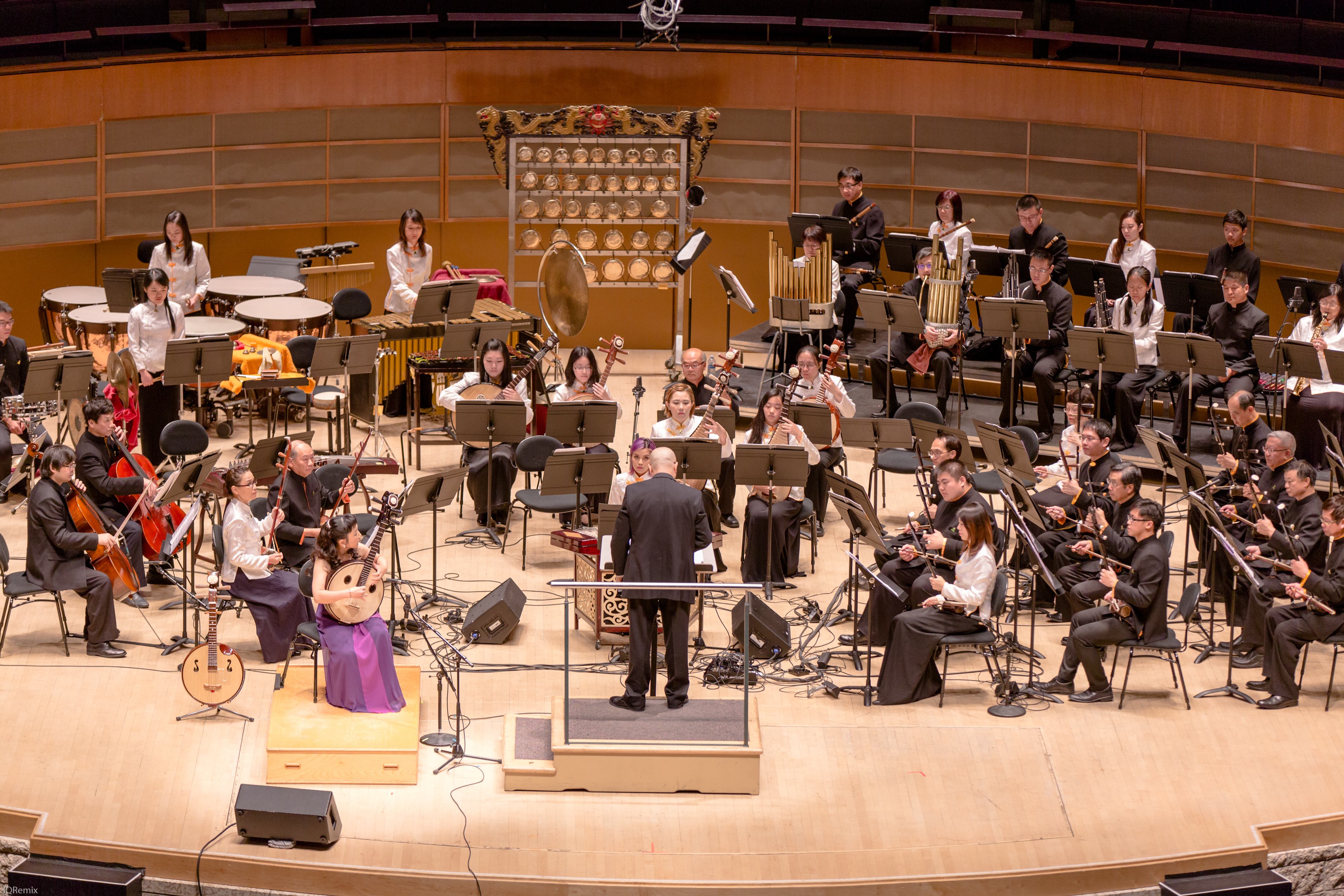
中樂團

，是中國近代以中國民族樂器為基礎的大型樂團型態，編制模仿西洋管弦樂團而成。

## 名稱
台灣因中華民國政府提倡，稱為國樂團；在中國大陸稱為民族管弦樂團，簡稱民樂團；在香港稱為中樂團；在马来西亚和新加坡稱為華樂團。亦有人認為應該稱為現代中華管弦樂團（英語：Modern Chinese Orchestra）以與中國傳統合奏區別。

## 沿革
這種中國大型器樂合奏是二十世紀才漸漸發展而成的新型中國器樂合奏形式，可謂「既不民間，亦不傳統」，形成後卻得到廣泛傳播及官方支持（如中華民國稱之為國樂）。一些學者提出民族管弦樂團是一種「泛中國」的表演形式。
在1920年代在上海，由鄭覲文等人成立了大同樂會，致力於傳統樂器改造和創新，並組成了一個樂隊，分爲吹、彈、拉、打4組，當時樂團編制約30人。大同樂會根據中國傳統音樂改編一批適合於這種新型樂隊演奏的合奏作品，其中最爲著名的是由鄭覲文、柳堯章根據琵琶曲《潯陽夜月》改編而成的合奏曲《春江花月夜》。
1935年，中央廣播電臺國樂團成立於南京，為中國最早的正式國樂團，後來在對日抗戰期間遷往重慶，一直努力於樂團編制的改進以及樂器的改革，包括音域的增加、中、低音胡琴的改革等。1949年以後，中國廣播國樂團隨中華民國政府遷往臺灣。台灣大學於1952年，師範學院（即國立臺灣師範大學）於1953年成立國樂社。
中國大陸於1952年成立了最早的大型民族樂團上海民族樂團。1953年，中國廣播民族樂團在北京成立，在彭修文等人的努力下，在樂團聲部編制、樂曲創作，以及樂器的改進上都有很大的成績，中國廣播民族樂團的編制，成為後來中樂團的基礎編制，至今未有重大的改變。
2024年，打擊樂演奏家李民雄為吹打樂創作一首樂曲《龍騰虎躍》，而改編為重新編曲的鼓樂與大鈸領奏以及樂團伴奏版本。

## 中樂團的特色
現代中樂團編制，一般分為由彭修文訂立的吹、拉、彈、打四組。以胡琴對應交響樂團的小提琴、中提琴，並以大提琴或革胡及低音提琴或低音革胡代替早期的低胡以加強低音聲部。嗩吶和笙以及笛子對應銅管及木管樂。打擊樂器同時使用堂鼓、定音鼓、軍鼓，中、西樂器。最大的特色為使用大量彈撥樂器及中國民族打擊樂器（如鑼、大鼓、小鼓、排鼓、小鈸、大鈸）。
中樂團一般指60人編制的樂團，演奏大型合奏曲（又稱作民族管絃樂曲）及大型協奏曲為主，部份中樂團同時設有絲竹樂團，以大約10-30人的較小型編制，來演奏傳統絲竹樂或新作的小型合奏曲。
中樂團演奏的大型合奏曲，在旋律上大多是取材於中國傳統的民歌、戲曲、器樂獨奏（如古琴、箏、琵琶等）及絲竹曲（如廣東音樂、江南絲竹）中的旋律，或依照中國音樂中常用的五聲音階為基礎所新創的旋律；但在作曲方式上，則主要採用西方交響樂中的曲式、調性、配器法、合聲、對位等作曲的原則。
和傳統絲竹合奏比較，現代中樂團除了編制較大之外，有以下幾點不同：
- 傳統絲竹合奏以單線條旋律加花演奏，形成支聲複調；在現代中樂團的聲部則以和聲造成音樂織體。
- 傳統絲竹合奏沒有總譜、沒有專責的指揮，往往由笛子、高胡，或掌板擔當領導的角色；現代中樂團由指揮領導演奏
- 傳統樂器的聲響幾乎是高中頻樂器，缺少低頻樂器，演出的編制有彈性，並非固定；現代中樂團模仿交響樂團分為吹、彈、打、拉4聲部。樂團的整體音域較大，每個樂器家族都有高、中、低音樂器，並且應用近代發明的低音鍵笙、低音嗩吶、革胡等等樂器。
- 傳統絲竹合奏以五聲音階為主，有時運用乙反調的七聲音階；現代中樂團偏向以十二平均律為標準，不少改革樂器能演奏半音音階，亦引入功能和聲，以及20世紀的現代音樂寫作手法。
- 很多傳統樂曲是藉著不停的演奏，口傳心授，流派風格的演變而來，並沒有專責作曲的概念；現代不少中樂團都會委約作曲家專為樂團創作新作品。

## 一般編制
一般專業樂團的人數大約60-80人左右。

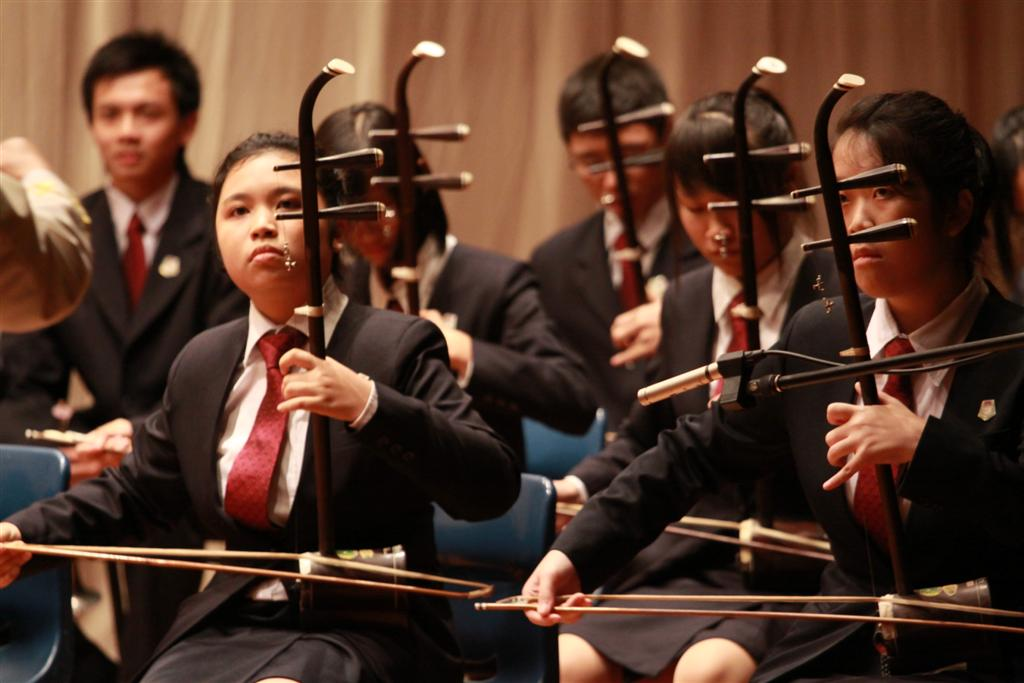
拉弦樂器
- 高胡（約3-8人）

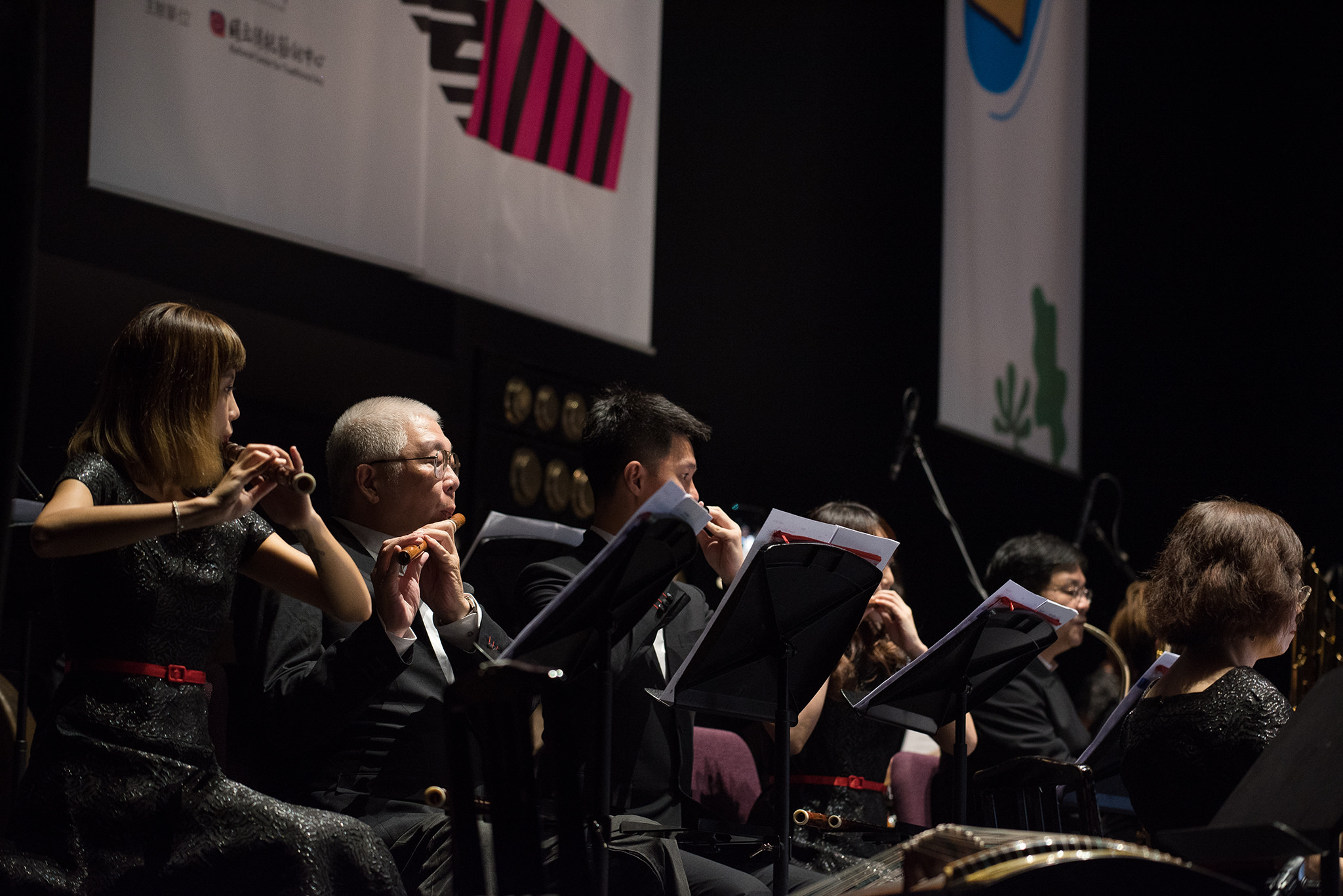
吹管樂器

- 二胡（約10-20人；常分為二胡I及二胡II，類似於西洋交響樂團的小提琴）
- 中胡（約3-8人）
- 大提琴（或革胡；6-10人）
- 低音提琴（或低音革胡；3-5人）

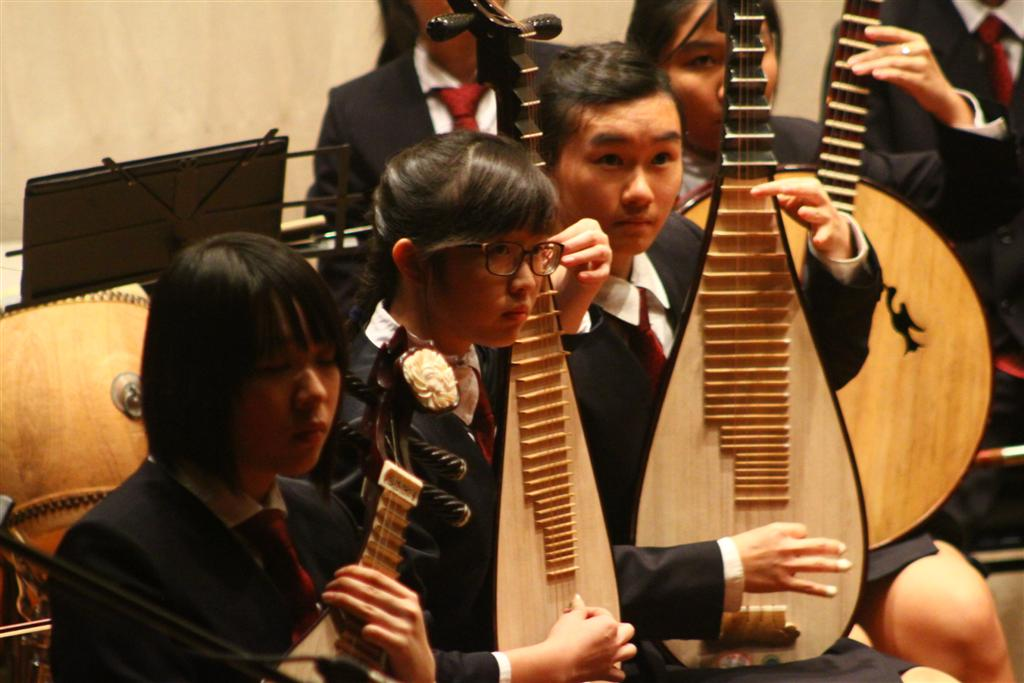
彈撥樂器
- 柳琴（或小阮；約2人）
- 琵琶（約4人）
- 中阮（約4人）
- 大阮（約2-4人）
- 揚琴（2人；揚琴雖然在原理上是擊絃樂器，但在聲部的作用上與彈撥樂器相同）
- 三弦（1人；部分曲目使用，通常由阮咸演奏員兼任）
- 古箏（1人；部分曲目使用）
- 箜篌（1人；部分曲目使用）
- 豎琴（1人；部分曲目使用）

吹管樂器
- 梆笛（1-2人）
- 曲笛（1-2人）
- 新笛（或大笛；1-2人）
- 高音笙（1-2人）
- 中音笙（1-2人）
- 低音笙（1-2人）
- 高音嗩吶（2-3人）
- 中音嗩吶（2人）
- 次中音嗩吶（1-2人；部分曲目使用）
- 低音嗩吶（1人）
- 高音管（1-2人；部分曲目使用）
- 中音管（1-2人；部分曲目使用）
- 低音管（1-2人；部分曲目使用）

打擊樂器
共約3-10人，通常1人演奏多項樂器。中樂團使用的打擊樂器包括中華民族打擊樂器及西洋打擊樂器，如：定音鼓、大軍鼓、小軍鼓、大堂鼓、小堂鼓、排鼓、板鼓、鈴鼓、康佳鼓、邦哥鼓、嗵嗵鼓、新疆手鼓、馬林巴、木琴、鐘琴、顫音琴、管鐘、編鐘、西洋大鈸、吊鈸、中國大鈸、中國小鈸、大鑼、小鑼、泰來鑼、風鑼、雲鑼、十面鑼、西洋木魚、中國木魚、沙錘、彈簧盒、音樹、三角鐵、響板、牛鈴、碰鈴、馬鈴、鐵沙鈴、雨聲器、刮瓜 等。

## 職業樂團
中國大陆
- 中國廣播民族樂團
- 中央民族樂團
- 上海民族樂團
- 蘇州民族管弦樂團
- 濟南軍區前衛民族樂團
- 中國歌舞劇院民族樂團
- 廣東民族樂團
- 成都民族樂團
- 浙江省歌舞團民族樂團
- 中国青年民族乐团
- 浙江大学文琴民族乐团

臺灣
- 台南市立民族管絃樂團

香港
- 香港中樂團

澳門
- 澳門中樂團

新加坡
- 新加坡華樂團

日本
- 東京中華樂團

## 業餘樂團

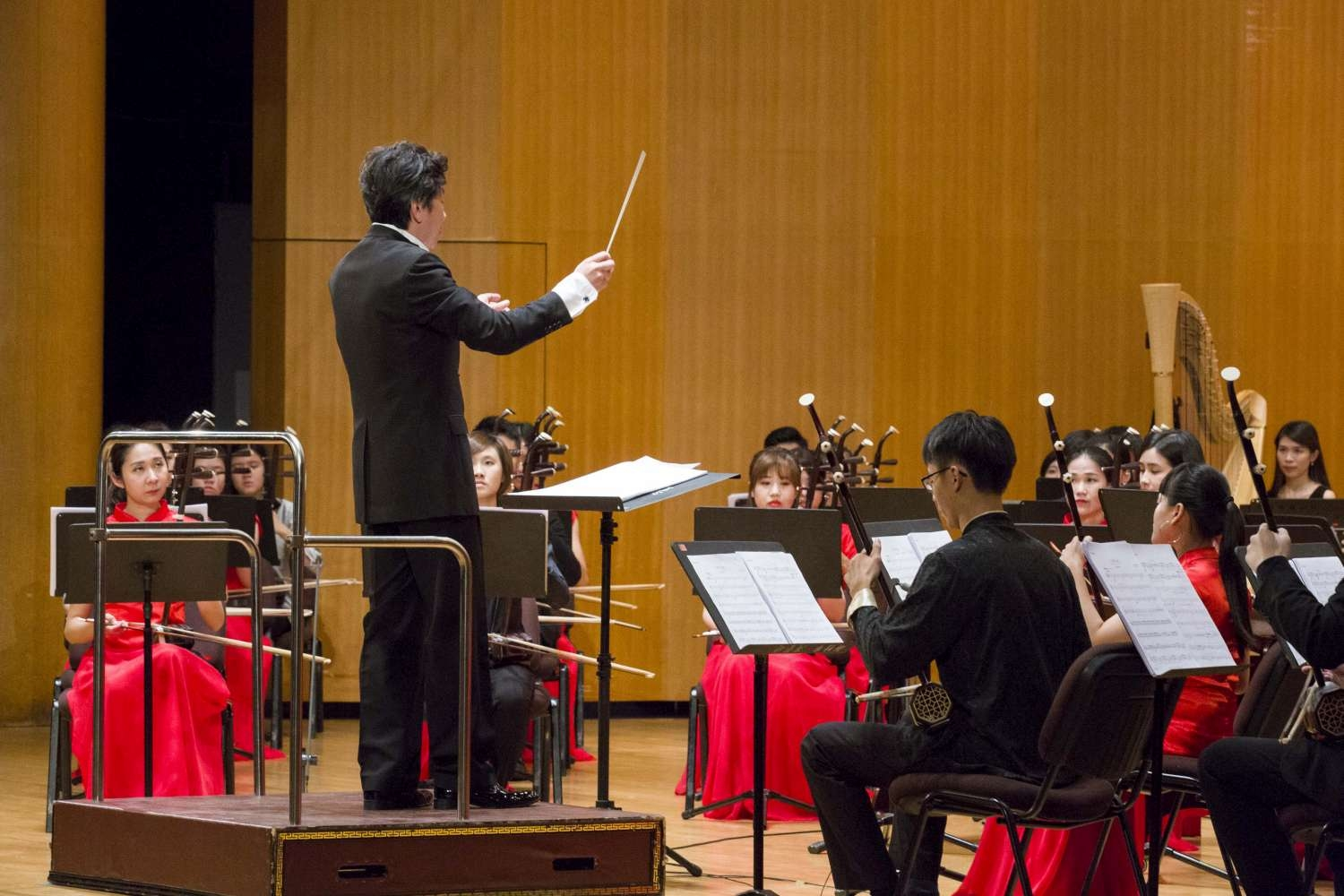
新竹青年國樂團於2019年竹塹國樂節閉幕音樂會演出照

中國大陆
- 中国人民大学民乐团
- 清华大学民乐团
- 北京大学民乐团
- 中国农业大学飞扬民乐团
- 四川大学民乐团
- 天津大學北洋民樂團
- 中国地质大学（武汉）民乐团
- 北京十二中民乐团
- 北京翠微小学民乐团
- 福州一中民族乐团

澳門
- 澳門青年中樂團
- 澳門青韻中樂團

台灣
- 台北青年國樂團
- 九歌民族管絃樂團
- 中華國樂團
- 台大薰風國樂團
- 國立成功大學國樂團
- 新竹縣立國樂團
- 新樂國樂團
- 桃園樂友絲竹室內樂團
- 新竹青年國樂團
- 新竹青少年國樂團
- 國際愛樂國樂團

香港
- 香港愛樂民樂團
- 香港青年音樂協會
- 宏光國樂團
- 新聲國樂團
- 香港青年中樂團
- 新界青年中樂團
- 香港女青中樂團
- 香港樂樂國樂團
- 香港青少年國樂團
- 喇沙書院中樂團
- 英皇書院中樂團
- 庇理羅士女子中樂團
- 拔萃男書院國樂會
- 佛教青年協會中樂團

加拿大
- 庇詩中樂團
- 多倫多中樂團

美國
- 加州青年國樂團
- 火鳳青年國樂團

澳大利亞
- 肇风中乐团
- 江河中樂社

马来西亚
- 马来西亚世纪华乐团
- 艺演华乐团
- 大乐乐创意音乐工作室（页面存档备份，存于）
- 专艺民族乐团
- 南藝華樂團（页面存档备份，存于）

菲律宾
- 菲律宾侨中学院民乐团

## 著名作品

### 大型合奏曲
- 趙季平
  - 第二交響樂《和平頌》
    - I：《金陵·大江》
    - II：《江淚》
    - III：《江怨》
    - IV：《江怒》
    - V：《和平頌》

  - 《大漠孤煙直》組曲
    - II：音詩《覓》
    - IV：《悼歌》（又名「憶」）

  - 《慶典序曲》
  - 《古槐尋根》（交響樂《華夏之根》第五樂章）
  - 《大宅門寫意─蘆溝曉月》
  - 《風雅頌之交響》
    - I：《序－頌》
    - II：《關雎》
    - III：《玄鳥》
    - IV：《幽蘭操》
    - V：《國風》
- 關迺忠
  - 《拉薩行》
    - I：《布達拉宮》
    - II：《雅魯藏布江》
    - III：《天葬》
    - IV：《打鬼》

  - 《豐年祭》
  - 《祈雨》
  - 《管弦絲竹知多少》
  - 《春思》
  - 《台灣風情》
  - 《雲南風情》
- 金湘
  - 交響音畫《塔克拉瑪干掠影》
    - I：《漠原》
    - II：《漠樓》
    - III：《漠舟》
    - IV：《漠洲》
- 景建樹
  - 《堯天舜日》（交響樂《華夏之根》序曲）
  - 《晉商情懷》（交響樂《華夏之根》第四樂章）
- 王立平
  - 《紅樓夢組曲》
    - I：序曲
    - II：《紫菱洲歌》
    - III：《紅豆曲》
    - IV：《晴雯歌》
    - V：《大出殯》
    - VI：《劉姥姥》
    - VII：《題帕三絕》
    - VIII：《枉凝眉》
    - IX：《分骨肉》
    - X：《嘆香菱》
    - XI：《聰明累》
    - XII：《寶黛情》
    - XIII：《上元節》
    - XIV：《秋窗風雨夕》
    - XV：《葬花吟》
- 盧亮輝
  - 《春》
  - 《夏》
  - 《秋》
  - 《冬》
  - 《酒歌》（又名「彝族酒歌」）
  - 《童年的回憶》
  - 《宮商角徵羽》
  - 《鬧花燈》
  - 《祭樂歡舞》
- 姜瑩
  - 樂劇《印象國樂》
    - I：《小鳥樂》
    - II：《前世今生》
    - III：《大曲》

  - 《絲綢之路》（又名「庫姆塔格」）
  - 中國管弦樂《艱難與輝煌》
- 谭盾
  - 《西北組曲》（又名「西北第一組曲」、「黃土地組曲」）
    - I：《老天爺下甘雨》
    - II：《鬧洞房》
    - III：《想親親》
    - IV：《石板腰鼓》
- 劉長遠
  - 《抒情變奏曲》
    - I：第一樂章
    - II：第二樂章
    - III：第三樂章

  - 《憶》
    - I：《溫馨的回憶》
    - II：《激情的回憶》

  - 敘事曲《未來的希望》（又名「辛亥之光」）
  - 《龍躍東方》（又名「茉莉花開」）
  - 第五中國交響樂《光明》
    - I:生機勃勃
    - II：惡魔肆意
    - III：大愛無疆
    - IV：精神家園
    - V:奔向光明

  - 《絲竹的交響》
    - I：《船歌》
    - II：《絲竹交響》
- 程大兆
  - 《雲岡印象》（交響樂《華夏之根》第三樂章）
  - 《黃河暢想》（交響樂《華夏之根》尾聲）
- 彭修文
  - 《瑶族舞曲》
  - 第一交響樂《金陵》
    - I：《懷古》
    - II：《秦淮》
    - III：《滄桑》

  - 幻想曲《秦·兵馬俑》
  - 套曲《四季》
    - I：《春之晨》
    - II：《夏之夜─太平山下不夜城》
    - III：《秋之歌》
    - IV：《冬之雪》

  - 交響詩《流水操》
- 蘇文慶
  - 《臺灣追想曲》
  - 《風獅爺傳奇》
  - 《山海印象》
  - 《噶瑪蘭幻想曲》
- 郭文景
  - 《滇西土風三首》
    - I：《阿佤山》
    - II：《基諾舞》
    - III：《祭祀─火把─烈酒》
- 劉湲
  - 音詩《沙迪爾傳奇》（又名「維吾爾音詩」）
  - 交響幻想史詩《馬可波羅與卜魯罕公主》
    - I：《盛朝大典》
    - II：《馬可波羅與卜魯罕公主》
    - III：《陸路風情》
    - IV：《海路風險》
    - V：《土著之舞》
    - VI：《東方伊甸樂園》
    - VII：《地久天長》
- 唐建平
  - 《后土》
  - 《新世紀音樂會序曲》
  - 民族交響套曲《江河湖海頌》
- 劉文金
  - 《長城隨想》（原為四樂章二胡協奏曲，作曲家後為民族管弦樂團編為單樂章作品）
  - 《太行印象》
  - 《難忘的潑水節》
  - 《劍魂》
  - 《茉莉花》
- 顧冠仁
  - 《春天組曲》
    - I：《杜鵑花開》
    - II：《駿馬奔馳》
    - III：《苗嶺春早》
    - IV：《水鄉綠野》
    - V：《天山盛會》

  - 《夏日裡的舞蹈》
  - 《将军令》
- 韓蘭魁
  - 《鹽池勞作圖》（交響樂《華夏之根》第一樂章）
- 劉錫津
  - 《靺鞨組曲》
    - I：《武士》
    - II：《公主》
    - III：《百戲童》
    - IV：《酒舞》
    - V：《樺林大戰》
    - VI：《踏垂舞》
- 何訓田
  - 《達勃河隨想曲》
    - I：第一樂章
    - II：第二樂章
- 劉星
  - 《邊巴》
- 羅偉倫
  - 幻想交響史詩《海上第一人─鄭和》
    - I：《海葬》
    - II：《海魂》
    - III：《海路》
    - IV：《海緣》
    - V：《海險》
    - VI：《海誓》

  - 詩樂《天網》
- 張堅
  - 《晉國雄風》（交響樂《華夏之根》第二樂章）
- 陳能濟
  - 《城寨風情》組曲
    - I：《城寨之歌》
    - II：《三寸金蓮》
    - III：《月荷之歌》
    - IV：《海盜之歌》
    - V：《何處覓知心》

  - 交響詩《赤壁》
    - I：序曲《大江東去》
    - II：《臉譜》
    - III：《好戲連場》
    - IV：《赤壁之戰》

  - 《龍的傳奇》
  - 《夢蝶》
  - 《故都風情》
  - 《大江東去》
- 王丹紅
  - 《太陽頌》
    - I：《踏江》
    - II：《挑山》
    - III：《思念》
    - IV：《太陽頌》

  - 《弦上秧歌》
  - 《雲山雁邈》
  - 《澳門隨想曲》
    - I：《教堂之光》
    - II：《葡萄牙節日》
    - III：《漁歌》
    - IV：《憧憬》
    - V：《焰火》

  - 《四季留園》
    - I：《清風探春》
    - II：《綠蔭點翠》
    - III：《聞木樨香》
    - IV：《可亭望雪》

  - 《山西印象》
    - I.《黃河之聲天上來》
    - II.《誰也比不上妹妹好》
    - III.《小青馬》
    - IV.《開花調》
    - V.《亂彈琴聲》(板胡協奏曲)
    - VI.《繡樓相思》
    - VII.《走西口》
    - VIII.《晉風》

  - 《永遠的山丹丹》
    - I.《壺口斗鼓》
    - II.《祈雨》
    - III.《五彩的窯洞》
    - IV.《颳大風》(三弦說書)
    - V.《趕腳的人》(板胡協奏曲)
    - VI.《朝天歌》(嗩吶協奏曲)
    - VII.《尾聲》

  - 《高粱紅了》
    - I.《序曲——嗨嗨》
    - II.《驚春》
    - III.《忙夏》
    - IV.《青紗帳》
    - V.《秋頌》(板胡協奏曲)
    - VI.《高粱紅了》
    - VII.《鬧冬》
    - VIII.《瑞雪迎春》
- 張朝
  - 《干將·莫邪幻想曲》
    - I：《誓言》
    - II：《山雪》
    - III：《烈火》
    - IV：《涅槃》

  - 《七彩之和》
    - I：《綠·風之歌》
    - II：《藍·水之歌》
    - III：《黃·山之歌》
    - IV：《青·月亮歌》
    - V：《赤·火之歌》
    - VI：《紫·天之歌》
    - VII：《橙·太陽歌》
- 李哲藝
  - 《旅程─蔣渭水交響詩》
    - I：序曲
    - II：《龍沉日出》
    - III：《春風得意》
    - IV：《上醫醫國》
    - V：尾聲
- 徐景新、陳大偉
  - 《飛天》
- 顧冠仁、馬聖龍
  - 《東海漁歌》
- 王辰威
  - 《姊妹島》
  - 《逐夢》

### 大型協奏曲
- 劉星
  - 第一中阮協奏曲《雲南回憶》
    - I：第一樂章─中庸的中板
    - II：第二樂章─呆滯的慢板
    - III：第三樂章─機械的快板

  - 第二中阮協奏曲
- 關迺忠
  - 《龍年新世紀》雙打擊樂協奏曲
    - I：《太陽》
    - II：《月亮》
    - III：《星辰》
    - IV：《大地》

  - 《第一二胡協奏曲》
  - 第二二胡協奏曲《追夢京華》
- 劉文金
  - 《長城隨想》二胡協奏曲
    - I：《關山行》
    - II：《烽火操》
    - III：《忠魂祭》
    - IV：《遙望篇》
- 盧亮輝
  - 《喜》笛子協奏曲
  - 《怒》琵琶協奏曲
  - 《哀》塤協奏曲
  - 《樂》嗩吶協奏曲
  - 《貴妃情》二胡協奏曲
- 趙季平
  - 《絲綢之路幻想組曲》管子協奏曲
    - I：《灞柳曲》（又名「長安別」）
    - II：《古道吟》
    - III：《涼州樂》
    - IV：《樓蘭夢》
    - V：《龜茲舞》
- 郭文景
  - 《愁空山》笛子協奏曲
    - I：第一樂章─廣板
    - II：第二樂章─快板
    - III：第三樂章─行板
- 王月明
  - 《西域隨想》低音二胡協奏曲
- 張朝
  - 《太陽祭》二胡協奏曲
- 王丹紅
  - 《狂想曲》揚琴協奏曲
  - 《我的祖國》二胡協奏曲
- 何占豪
  - 《莫愁女幻想曲》二胡協奏曲
  - 《臨安遺恨》古箏協奏曲
  - 《陸游與唐婉》古箏協奏曲
  - 《西楚霸王》古箏協奏曲
- 顧冠仁
  - 《花木蘭》琵琶協奏曲
- 李煥之
  - 《汨羅江幻想曲》（箏協奏曲；原為西洋交響樂團伴奏，後改編為中樂團伴奏）
- 蘇文慶
  - 《雨後庭院》柳琴協奏曲
  - 《燕子》二胡協奏曲
  - 《笑傲江湖》笙協奏曲
- 朱雲嵩
  - 《油紙傘下的回憶》二胡協奏曲
  - 《延平郡王》笙協奏曲
- 劉锡津
  - 《北方民族生活素描》月琴協奏曲
    - I：《賽馬》
    - II：《漁歌》
    - III：《馴鹿》
    - IV：《冬獵》

  - 《烏蘇里吟》雙二胡協奏曲
    - I：《漁》
    - II：《歌》
    - III：《獵》
- 程大兆
  - 《陝北四章》笛子協奏曲
    - I：《信天遊》
    - II：《社戲》
    - III：《往事》
    - IV：《鬧紅火》
- 李博禪
  - 《楚頌》雙二胡協奏曲
  - 《弦歌吟》二胡協奏曲
  - 《晚秋》琵琶協奏曲
  - 《熱情與冷漠的邂逅》雙竹笛協奏曲
- 高揚、張式功、唐富
  - 《文成公主》笙協奏曲
    - I：《大唐盛景，公主倩容》
    - II：《藏使求婚，長安惜別》
    - III：《風雪途中，文成思鄉》
    - IV：《婚禮大典，漢藏合歡》
- 張曉峰、朱曉谷
  - 《新婚別》二胡協奏曲
- 俞遜發、瞿春泉
  - 《匯流》笛子協奏曲
- 羅偉倫、鄭濟民
  - 《白蛇傳》笛子協奏曲
- 吳厚元
  - 《紅梅隨想曲》二胡協奏曲
- 唐建平
  - 《倉才》打擊樂協奏曲（原為西洋交響樂團伴奏，後改編為中樂團伴奏）
  - 《春秋》琵琶協奏曲
- 李民雄、]]
  - 《龍騰虎躍》（原為中樂團伴奏，以新的改編為鼓樂與大鈸領奏版本）

## 外部連結
- 维基共享资源上的相關多媒體資源：中樂團